# Episodi di Girlboss
La prima e unica stagione della serie televisiva Girlboss, composta da 13 episodi, è stata interamente pubblicata dal servizio on demand Netflix il 21 aprile 2017 negli Stati Uniti, in Italia e in tutti i paesi in cui è disponibile.
| nº | Titolo originale         | Titolo italiano         | Pubblicazione USA | Pubblicazione Italia |
| -- | ------------------------ | ----------------------- | ----------------- | -------------------- |
| 1  | Sophia                   | Sophia                  | 21 aprile 2017    | 21 aprile 2017       |
| 2  | The Hern                 | L'ernia                 | 21 aprile 2017    | 21 aprile 2017       |
| 3  | Thank You, San Francisco | Grazie, San Francisco   | 21 aprile 2017    | 21 aprile 2017       |
| 4  | Ladyshopper99            | Ladyshopper99           | 21 aprile 2017    | 21 aprile 2017       |
| 5  | Top 8                    | I primi otto            | 21 aprile 2017    | 21 aprile 2017       |
| 6  | Five Percent             | 5 per cento             | 21 aprile 2017    | 21 aprile 2017       |
| 7  | Long-Ass Pants           | Pantaloni pesantissimi  | 21 aprile 2017    | 21 aprile 2017       |
| 8  | The Trip                 | Il viaggio              | 21 aprile 2017    | 21 aprile 2017       |
| 9  | Motherfuckin' Bar Graphs | Fo****i grafici a barre | 21 aprile 2017    | 21 aprile 2017       |
| 10 | Vintage Fashion Forum    | Forum Moda Vintage      | 21 aprile 2017    | 21 aprile 2017       |
| 11 | Garbage Person           | Rifiuto umano           | 21 aprile 2017    | 21 aprile 2017       |
| 12 | I Come Crashing          | Lo scontro              | 21 aprile 2017    | 21 aprile 2017       |
| 13 | The Launch               | L'inaugurazione         | 21 aprile 2017    | 21 aprile 2017       |

## 1. Sophia

### Trama
San Francisco, 2006. La ventitreenne Sophia Marlowe viene licenziata dal negozio di calzature in cui lavorava. Quando vende su eBay la giacca da motociclista anni '70 comprata quel giorno per 9 dollari guadagnandone 600, le viene l'idea di iniziare un proprio business di vestiti vintage su eBay.